# Steinhoff International Holdings

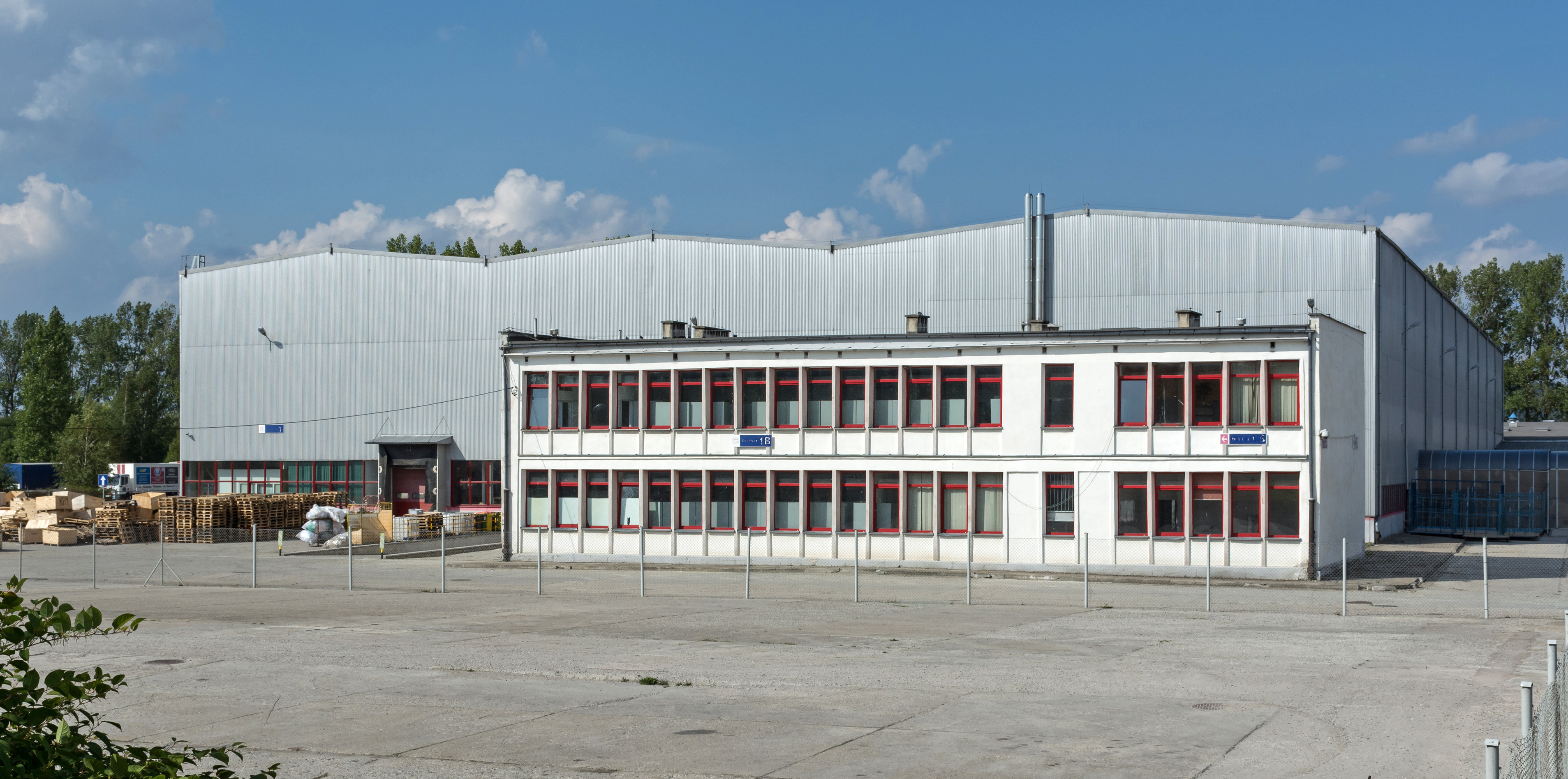
Zakład KPM-Meble Kłodzko

Dawne logo (2010)

Steinhoff International Holdings N.V. – jedna z największych firm meblarskich na świecie, dawniej z siedzibą w Sandton w RPA, obecnie w Amsterdamie w Holandii. Zajmuje się również logistyką i aranżacją wnętrz.
Firma założona w 1964 w Westerstede (RFN) przez Bruno Steinhoffa. Od 1998 notowana na giełdzie JSE w Johannesburgu. Zatrudnia ponad 55 tys. pracowników na pięciu kontynentach. Prezesem grupy kapitałowej jest Markus Jooste.
Od 2021 w stanie likwidacji.

## Struktura w 2010
W skład Steinhoff International Holdings wchodzą m.in.:
- Steinhoff Europe
  - Steinhoff Germany (Westerstede, Niemcy)
  - Abra Sklepy Meblowe (Siedziba w Krakowie, Polska) w 76 miastach w Polsce.
  - Grupa Steinpol (Rzepin, Polska)
    - Steinpol Central Services Sp. z o.o. (Rzepin)
    - Steinpol Central Services Sp. z o.o. Oddział w Rzepinie (Rzepin)
    - Steinpol Central Services Sp. z o.o. Oddział w Zielonej Górze (Zielona Góra)
    - Steinpol Central Services Sp. z o.o. Oddział w Chociszewie (Chociszewo),
    - Steinpol Central Services Sp. z o.o. Oddział w Prudniku (Prudnik)
    - Steinpol Central Services Sp. z o.o. Oddział w Kłodzku (Kłodzko)
    - Steinpol Central Services Sp. z o.o. Oddział w Witnicy (Witnica)
    - Steinpol Central Services Sp. z o.o. Oddział w Witnicy, Zakład Produkcyjny w Myśliborzu (Myślibórz)

  - Conforama – Sklepy Meblowe z siedzibą we Francji, Szwajcarii, Hiszpanii i Włoch.
- Steinhoff Africa (Sandton, Południowa Afryka)
  - Cornick Group
  - Megacor Group
- Steinhoff Asia Pacific (Australia)
  - Freedom Australia
  - Freeom New Zealand
  - Snooze
  - BayLeatherRepublic
  - Big Brand Outlets